# Abanoschewi
Abanoschewi – wieś w Gruzji, w regionie Mccheta-Mtianetia, w gminie Duszeti. W 2014 roku liczyła 399 mieszkańców.